# 羅馬禮

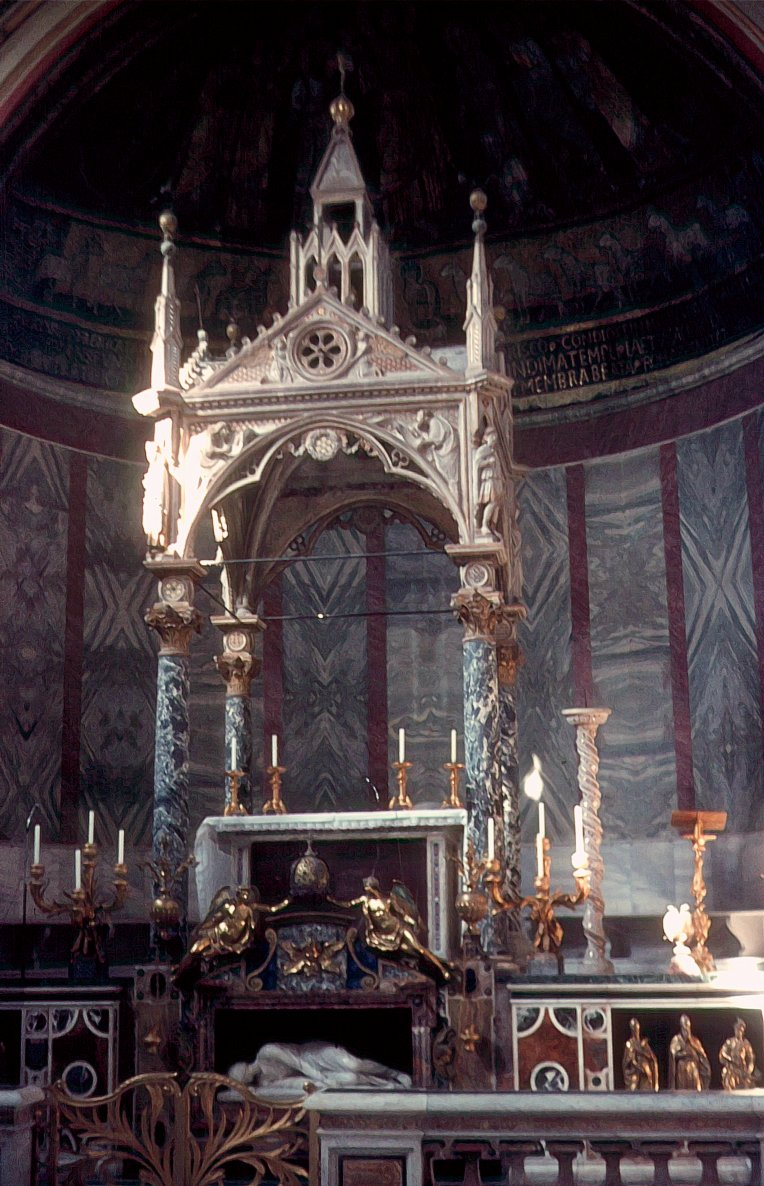
建造於1700年的聖則濟利亞聖殿祭壇

羅馬禮（英語：Roman Rite）或稱羅馬儀式，是天主教會的拉丁禮教會常使用之禮拜儀式。羅馬禮指遵從天主教會禮典而舉行聖祭、施行聖事、頌念的日課或其他教會禮儀。它有別於西方禮中之道明禮（英語：Dominican Rite）、安博禮（英語：Ambrosian Rite）和嘉都西禮（英語：Carthusian Rite）等禮儀。它更有別於東方禮（英語：Eastern Rite）。

## 簡介
這是直到現在為止，天主教會內最廣泛的拉丁禮拜儀式。和其他禮拜儀式一樣，羅馬禮在這數百年內，不斷壯大和改編。其聖體禮儀可分為三個歷史的階段：前脫利騰彌撒時期、脫利騰彌撒和後脫利騰彌撒時間（即保祿六世新彌撒規程）。

## 與東方禮儀的比較
其禮儀使用了更多詩歌的語言，因羅馬禮指出，這是為表達對其莊重。在使用脫利騰彌撒時期，有人也指出其形式上：脫利騰彌撒應精細規定每一個動作。

## 教堂佈置

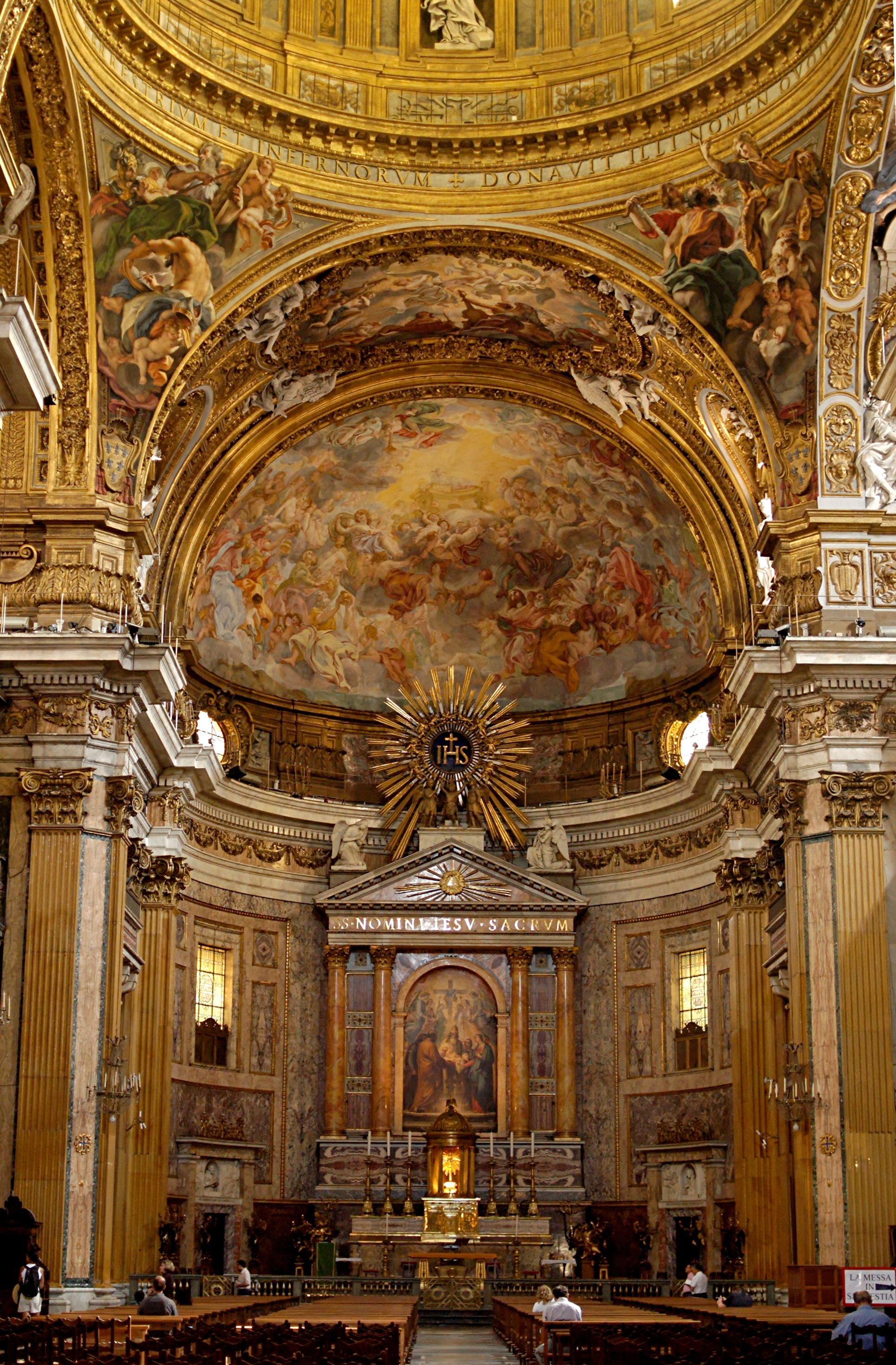
建造於1584年的耶穌教堂內部，文藝復興建築风格

自從開始使用保祿六世新彌撒規程後，羅馬禮教堂不再有在彌撒中司祭講道的講道台、祭台屏風（在教堂正中的祭台前上方或牆上，傳統上掛一大十字架苦像或聖像）。在中世紀和文藝復興早期所建的宗座聖殿和主教座堂，其靠近主祭壇的區域是保留給神職人員。

## 外部連結
- 羅馬禮 （页面存档备份，存于） 《天主教百科全書》
- Australian site, mainly on present form of the Roman Rite （页面存档备份，存于）